# Caterina di Brunswick-Wolfenbüttel
Caterina di Brunswick-Wolfenbüttel (Wolfenbüttel, 1518 – Krosno Odrzańskie, 16 maggio 1574) fu una Principessa di Brunswick-Wolfenbüttel per nascita e Margravia di Brandeburgo-Küstrin per matrimonio.

## Biografia
Caterina era una figlia del Duca Enrico V di Brunswick-Lüneburg (1489–1568) nata dal suo primo matrimonio con Maria di Württemberg (1496–1541), figlia del Conte Enrico di Württemberg.
Sposò l'11 novembre 1537 a Wolfenbüttel il Margravio Giovanni di Brandeburgo-Küstrin (1513–1571). Caterina fu determinante nella diffusione della Riforma nel margraviato di Brandeburgo.
Caterina era considerata estremamente frugale e parsimoniosa, e lei sostenne attivamente il marito. Aveva vari annessi a Küstrin e un orto. Aveva il cosiddetto "giardino selvatico" in un sobborgo di Küstrin e altri beni a Schaumburg, Drewitz e la sua sede preferita a Neudamm (oggi Dębno), un regalo di suo marito. Caterina sistemò i rifugiati religiosi olandesi a Neudamm, che avviarono una vivace industria di produzione di abbigliamento. Ella costruì una scuola e una chiesa e nel 1562, a  Neudamm fu concessa lo statuto di città.
Caterina, che era descritta come molto popolare, era conosciuto dalla popolazione come Mutter Käthe. Fondò la prima farmacia a Drossen (Ośno Lubuskie) e ne costruì un'altra a Küstrin dalla quale ella forniva i poveri con medicine gratuite. Caterina costruì numerose aziende agricole e caseifici, che lei stessa amministrata e che lei stessa ne vendeva i prodotti.
Caterina morì nel 1574. La sua tomba fu scoperta nel 1999 tra le rovine della chiesa parrocchiale a Küstrin dagli archeologi di Stettino.
La Katharinenstraße a Berlino-Halensee è chiamata così in suo onore.

## Matrimonio e discendenza
Dal suo matrimonio con Giovanni, Caterina ebbe due figlie:
- Elisabetta (1540–1578)

sposò nel 1558 il Margravio Giorgio Federico di Brandeburgo-Ansbach (1539-1603)
- Caterina (1549–1602)

sposò nel 1570 l'Elettore Gioacchino III Federico di Brandeburgo (1546-1608)

## Ascendenza
|                                    |                         |                                     | Genitori                          |  |  | Nonni |  |  | Bisnonni                           |  |  | Trisnonni                       |  |
|                                    |                         |                                     |                                   |  |  |       |  |  | Guglielmo IV di Brunswick-Lüneburg |  |  | Guglielmo di Brunswick-Lüneburg |  |
|                                    |                         |                                     |                                   |  |  |       |  |  | Guglielmo IV di Brunswick-Lüneburg |  |  | Guglielmo di Brunswick-Lüneburg |  |
|                                    |                         | Cecilia di Brandeburgo              |                                   |  |  |       |  |  | Guglielmo IV di Brunswick-Lüneburg |  |  |                                 |  |
| Enrico IV di Brunswick-Lüneburg    |                         |                                     |                                   |  |  |       |  |  | Guglielmo IV di Brunswick-Lüneburg |  |  |                                 |  |
|                                    |                         | Elisabetta di Stolberg-Werningerode | Bodo VII di Stolberg-Werningerode |  |  |       |  |  |                                    |  |  |                                 |  |
|                                    |                         | Elisabetta di Stolberg-Werningerode | Bodo VII di Stolberg-Werningerode |  |  |       |  |  |                                    |  |  |                                 |  |
|                                    |                         | Elisabetta di Stolberg-Werningerode | …                                 |  |  |       |  |  |                                    |  |  |                                 |  |
| Enrico V di Brunswick-Lüneburg     |                         | Elisabetta di Stolberg-Werningerode |                                   |  |  |       |  |  |                                    |  |  |                                 |  |
|                                    |                         | Eric II di Pomerania-Wolgast        | Vartislao IX di Pomerania-Wolgast |  |  |       |  |  |                                    |  |  |                                 |  |
|                                    |                         | Eric II di Pomerania-Wolgast        | Vartislao IX di Pomerania-Wolgast |  |  |       |  |  |                                    |  |  |                                 |  |
|                                    |                         | Eric II di Pomerania-Wolgast        | Sofia di Sassonia-Lauenburg       |  |  |       |  |  |                                    |  |  |                                 |  |
| Caterina di Pomerania-Wolgast      |                         | Eric II di Pomerania-Wolgast        |                                   |  |  |       |  |  |                                    |  |  |                                 |  |
|                                    |                         | Sofia di Pomerania-Stolp            | Boghislao IX di Pomerania-Stolp   |  |  |       |  |  |                                    |  |  |                                 |  |
|                                    |                         | Sofia di Pomerania-Stolp            | Boghislao IX di Pomerania-Stolp   |  |  |       |  |  |                                    |  |  |                                 |  |
|                                    |                         | Sofia di Pomerania-Stolp            | Maria di Masovia                  |  |  |       |  |  |                                    |  |  |                                 |  |
| Caterina di Brunswick-Wolfenbüttel |                         | Sofia di Pomerania-Stolp            |                                   |  |  |       |  |  |                                    |  |  |                                 |  |
|                                    | Ulrico V di Württemberg | Eberardo IV di Württemberg          |                                   |  |  |       |  |  |                                    |  |  |                                 |  |
|                                    | Ulrico V di Württemberg | Eberardo IV di Württemberg          |                                   |  |  |       |  |  |                                    |  |  |                                 |  |
|                                    | Ulrico V di Württemberg | Enrichetta di Mömpelgard            |                                   |  |  |       |  |  |                                    |  |  |                                 |  |
| Enrico di Württemberg              | Ulrico V di Württemberg |                                     |                                   |  |  |       |  |  |                                    |  |  |                                 |  |
|                                    |                         | Elisabetta di Baviera-Landshut      | Federico di Baviera-Landshut      |  |  |       |  |  |                                    |  |  |                                 |  |
|                                    |                         | Elisabetta di Baviera-Landshut      | Federico di Baviera-Landshut      |  |  |       |  |  |                                    |  |  |                                 |  |
|                                    |                         | Elisabetta di Baviera-Landshut      | Maddalena Visconti                |  |  |       |  |  |                                    |  |  |                                 |  |
| Maria di Württemberg               |                         | Elisabetta di Baviera-Landshut      |                                   |  |  |       |  |  |                                    |  |  |                                 |  |
|                                    |                         | …                                   | …                                 |  |  |       |  |  |                                    |  |  |                                 |  |
|                                    |                         | …                                   | …                                 |  |  |       |  |  |                                    |  |  |                                 |  |
|                                    |                         | …                                   | …                                 |  |  |       |  |  |                                    |  |  |                                 |  |
| Eva di Salm                        |                         | …                                   |                                   |  |  |       |  |  |                                    |  |  |                                 |  |
|                                    |                         | …                                   | …                                 |  |  |       |  |  |                                    |  |  |                                 |  |
|                                    |                         | …                                   | …                                 |  |  |       |  |  |                                    |  |  |                                 |  |
|                                    |                         | …                                   | …                                 |  |  |       |  |  |                                    |  |  |                                 |  |
|                                    |                         | …                                   |                                   |  |  |       |  |  |                                    |  |  |                                 |  |